# Bergturnfest Liezener Hütte
Das internationale Bergturnfest Liezener Hütte im Toten Gebirge bei Liezen in der österreichischen Steiermark gilt als das mit um die 1770 Metern Seehöhe höchstgelegene aller Bergturnfeste im deutschsprachigen Raum.

## Geschichte
Das Bergturnfest an der Liezener Hütte wurde im Jahr 1925 von Franko Vasold gegründet, dessen Urenkel bis heute an der Organisation beteiligt sind. Im Jahr 1988 wurde das 50. Jubiläum am Sonntag, dem 7. August gefeiert, musikalisch begleitet vom Spielmannszug Ried. Im Jahr 2010 fand das 70. Bergturnfest statt.

### Namensgebung
Bei der Namensfindung bot sich an, die benachbarte Schutzhütte, die Liezener Hütte, mit einzubeziehen, da sie der lokale Bezugspunkt und demzufolge als Landmarke eindeutig aufzufinden ist.

### Zählweise
Die Zählweise der Veranstaltung wird im Gegensatz zu den meisten Bergturnfesten im deutschsprachigen Raum nicht auf der Basis des Gründungsjahres durch jährliche Fortschreibung vorgenommen. Sie entspricht stattdessen der tatsächlichen Durchführungshäufigkeit und lässt demzufolge Jahre aus, in denen das Bergturnfest wegen allzu widriger Witterung oder aufgrund des Zweiten Weltkrieges nicht stattgefunden hat.

## Wettkampfprogramm

### Sportarten
Leichtathletik

### Sportdisziplinen
- 50-, 60-, 75- und 100-Meter-Lauf
- Weitsprung mit Anlauf
- Standweitsprung
- Schleuderballwurf 1 kg, 1,5 kg
- Kugelstoßen 4 kg, 5 kg, 7,26 kg
- Keulenwurf ohne Drehung 0,5 kg
- Deutscher Fünfkampf: Weithochsprung 2,40 - 1,20 m, Ger-Zielwurf 12 m, 200-Meter-Lauf, Hammerwerfen, Ringen
- Steinstoßen
- Tauziehen[5]

### Höchstleistungen
Der jüngste aktive Teilnehmer des Bergturnfestes Liezener Hütte war zwei, der älteste Aktive 94 Jahre alt.

## Organisation

### Volunteering
Von entscheidender Bedeutung für das Bergturnfest Liezener Hütte sind ehrenamtliche Helfer, ohne deren unermüdliches Engagement kein solcher Event möglich wäre. So müssen beispielsweise die Wettkampfflächen in geeigneter Weise vorbereitet werden, Wettkampfstatistiken geführt und ausgewertet, Nahrungsmittel und Getränke besorgt, transportiert und zum Teil zubereitet werden, ausreichend Trinkwasser, medizinische Versorgung und Sanitäreinrichtungen garantiert sein. Dazu gehört eine umfassende Presse- und Öffentlichkeitsarbeit sowie der Kontakt zu den vielen beteiligten Vereinen, stark behindert jedoch durch fehlende Webpräsenzen der Veranstaltung bzw. des ausrichtenden Vereins.

### Veranstalter
Veranstalter ist der SC Liezen, bei dem sich die Sektion Turnen um die Organisation des Events bemüht. Die Leitung der Veranstaltung obliegt Christine Pretterebner.

### Termin
Das Bergturnfest Liezener Hütte findet in jährlichem Rhythmus bei jeder Wetterlage jeweils am ersten Sonntag im August statt.

### Sponsoring
Unterstützt wird das Bergturnfest von einer lokalen Volksbank und ortsansässigen Unternehmen.

### Infrastruktur
Der Veranstaltungsort in 1767 Metern Höhe über dem Meeresspiegel kann nur zu Fuß erreicht werden.
Bei der Liezener Hütte handelt es sich um eine Selbstversorger-Hütte des Österreichischen Alpenvereins (OeAV). Weitere Übernachtungsmöglichkeiten bietet die ca. 15 Minuten entfernt gelegene bewirtschaftete Hochmölbing-Hütte des Österreichischen Touristenklubs (ÖTK).
Während des Bergturnfestes wird seitens des Veranstalters ein Catering vorgehalten. Vom Parkplatz Schönmoos aus besteht am Veranstaltungstag vor Beginn der Wettbewerbe ab 5:45 Uhr ein Kleinbus-Shuttle-Service bis zum Klamml, ebenso nach dem Ende der Veranstaltung ab Klamml bis Parkplatz Schönmoos.

### Gelände
Das Bergturnfest findet in alpinem Umfeld in großer Höhe statt, es gibt daher temporär und behelfsmäßig hergerichtete Sportanlagen, die dem traditionell betriebenen Sport entsprechen.

### Rahmenprogramm
Für musikalische Unterhaltung haben bislang Spielmannszüge aus Els, Ried und Liezen gesorgt.

### Preise
Die Siegerehrung findet nach dem Abstieg von der Liezener Hütte auf dem Rathausplatz in Liezen statt. Sieger erhalten einen Eichenlaubkranz mit Schleife.